# チンチロリン
チンチロリンは、日本の大衆的な博戯（賭博・ゲーム）の一種である。数人程度（理論上は2人以上何人でも）が通常は車座になって、サイコロ3個と丼（ないし茶碗）を用いて行う。名称はサイコロが丼に投じられたときに生じる音を擬したもので、「チンチロ」と省略されることや「チンコロ」と呼ばれることもある。役は「ひふみ」「しごろ」などがありゾロ目などもある。その中でも1が揃ったピンゾロが一番強い。

## 概要
子は場に、カジノでのチップに相当する「コマ」をその回の賭け額の単位として提示する。この行為を「張る」という。張る対象は、木札などの金銭代替物や、実際に多いのは金銭そのものである。親からサイコロを丼に投じていき、勝敗に応じて配当が親と子との間でやり取りされる。子同士の間でのやり取りは無い。
道具立てもさして必要としないうえ、胴元が固定しているのではなく親の権利が順番に回って来る「廻り胴（回り胴）」であり、日本の伝統的サイコロ賭博である丁半のように賭場の開帳に暴力団が関与してその資金源となることもなく、仲間内で遊ばれることが通常だと考えられる。日本で生まれた遊びと思われることが多いものの、民俗学での報告によれば中国伝来のもので、戦地で大流行。第二次世界大戦後に日本国内に持ち込まれて広く普及した。火野葦平の『麦と兵隊』でも、現在のチンチロリンの前身と思しき賭博について触れられている。
なお、タブは、サイコロ3個を用いチンチロリンと似た面があるものの、ルール全体が異なる。また、中国系移民が持ち込んだものを起源とするアメリカのシーロウ（en:Cee-lo）は、チンチロリンの変種となっている。

## 用語
- 目（出目、持ち目）：「サイコロの目」という通常の用法と異なり、サイコロ3個のうち2個の出した数が一致した際に残りの1個が出した数。
例えば    と出た場合、目は  である。    と出た場合、目は  である（おいちょかぶの用語を転用し、  〜  の目をそれぞれ「ピン・ニゾウ・サンタ・ヨツヤ・ゴケ・ロッポウ」などと呼ぶこともある）。
- アラシ（嵐）：サイコロの出した数が3個とも一致したもの。ぞろ（揃）、ゾロ目。
無条件の勝ちで、コマの3倍額を受け取る。この名称と3倍の配当という決まりもおいちょかぶから来ている。    はピンゾロ（のアラシ）という。
- シゴロ（シンゴロウ、シゴロク）：四五六（    ）。
無条件の勝ちでコマの2倍額を受け取る。
- ヒフミ（イニサン、イチニッサン）：一二三（    ）。
無条件の負けでコマの2倍額を支払う。
- 役（役物、役目）：アラシ・シゴロ・ヒフミのこと。
ただしヒフミは負の役である。
- ションベン（しょんべん、小便）：投じたサイコロが1個でも丼からこぼれること。
無条件の負けでコマ（と同額）を支払う。
- 目なし（目無し、凡）：3投以内に目も役も出ずションベンにもならないこと。
無条件の負けでコマ（と同額）を支払う。
- ワカレ（分かれ、ワケ）：引き分け。
コマは子に帰り、親の支払いもない。
- 見（ケン）：子がコマを張って勝負するのを見送る（コマを張らない、その回の勝負には参加しない）こと。
- 総取り（総カキ）：親が（  の目を出して）子のコマを全て取ること。
- 総付け：親が（  の目を出すか目なしかションベンで）全ての子にそれぞれのコマと同額を支払うこと。
- 倍付け：親が、ヒフミを出すか、あるいは   〜  の目を出した場合に子がシゴロを出すかで、子にコマの倍額を支払うこと。親のヒフミの場合には「総倍付け」となる。子のアラシに対する「3倍付け」もある。
「（…）付け」は子のコマに対して親が配当を付けること、すなわち親から子への支払いだが、例えばシゴロを出した子に親が「倍付け」することはその子の立場では倍額受け取ることなので、「（…）倍付け」が「（…）倍もらい」の意味に使用されることもある。
- 親立ち（巣立ち）：親が（収支として勝ち）コマをその回の始めの「胴前」（下記参照）の2倍にまで増やしたことで親をやめること。
- 五ビン（五貧）：親が比較的強い  の目を出しながらその回の収支でコマを減らすこと。親のツキが下がっていることを表すとされる。
- 親落ち：（親が  の目・目なし・ヒフミ・ションベンのいずれかを出して）親でなくなること。親の権利は右隣の人間に移る。
- アライ（洗い）：親が続投の権利を放棄する（親落ちしていないのに親の権利を右隣の人間に譲る）こと。
- クズ（屑手）：ションベンではないが目にも役にもなっていない状態。3回続けば目なしとなる。

## 手順
最初の親を決める。参加者全員がサイコロ1個を振って出た数が最も大きい者を最初の親とすることもある。
1. その回の勝負に参加する子はコマをそれぞれ張る。
2. 親がサイコロ3個を丼に投じる。
  -  の目ならばその場で親の勝ちでコマの総取り。
  - アラシとシゴロもその場で親の勝ちで、アラシはコマの3倍、シゴロは2倍の額を子全てから受け取る。
  -  の目・目なし・ションベンならばその場で親の負けで、総付けして親落ち。
  - ヒフミもその場で親の負けで、総倍付けして親落ち。
3. 親が  〜  の目ならば、子も親の右隣から順番にサイコロを投じていく。
  - 親より大きな目ならば勝ちでコマと同額を受け取る。
  - アラシならばコマの3倍、シゴロならば2倍の額を親から受け取る。
  - 親と同じ目ならばワカレ。
  - 親より小さな目・目なし・ションベンならばコマを支払う。
  - ヒフミならばコマの倍額を親に支払う。
4. 親・子とも、各回、いずれかの目・役・ションベンになったら次投は無く、そうでなければ3投まで行う（3投して目も役も出ずションベンにもならなければ目なしで負け）。
5. 配当のやり取りが済んだら、親落ちやアラシの場合には新しい親（親の権利を新たに得た者が親を引き受けない場合は親の権利はさらに回って新しい親が決まる）、そうでなければ元の親のもとで、同様に繰り返す。

## 配当のまとめ
| アラシ（ゾロ目） | コマの3倍額を受け取る。 |
| （シゴロ）       | コマの倍額を受け取る。 |
| の目             | コマ（と同額）を受け取る。 |
| ～ の目          | 勝ちならばコマ（と同額）を受け取る（相手である子がヒフミの場合を除く）。 負けならばコマ（と同額）を支払う（相手である子がアラシやシゴロの場合を除く）。 |
| の目             | コマ（と同額）を支払う。 |
| 目なし           | コマ（と同額）を支払う。 |
| ションベン       | コマ（と同額）を支払う。 |
| （ヒフミ）       | コマの倍額を支払う。 |

## ローカルルール・ハウスルールなど
地方・その場に応じて様々なルールがあり得る。
アラシの配当が異なることが多く、五ゾロは5倍・ピンゾロは10倍で他のアラシは3倍の配当というもの、ピンゾロは5倍で他のアラシは3倍の配当というもの、ピンゾロは10倍で他のアラシはその数に応じた倍率（二ゾロは2倍〜六ゾロは6倍）の配当というものが代表的である。
また、払う額に変わりはないものの、ションベンとヒフミの強さが逆転する場合もある。
また、他の廻り胴の賭事同様、負けた場合の限度額を親があらかじめ前に出しておく「胴前」制度がとられることもある。これは、子の勝ちの本来の総額が胴前を超えた回に子が各自のコマに応じて按分された胴前しか受け取れない（親は負けても胴前を超える支払いは免れる）とするものだが、はじめの胴前が倍以上となるまで勝った親は交替しなければならない。これを「巣立ち」と呼ぶ。
賭事一般に共通することであるが、ハイナシ（コマの無い状態）の者や支払いにコマが不足した者・勝負のためにコマをもっと欲する者へ主催者（や立ち親など）がコマを廻す（貸す）、「廻銭（かいせん）」が認められる場合もある。